# Exyston excelsus
Exyston excelsus là một loài tò vò trong họ Ichneumonidae.